# میل‌وسط

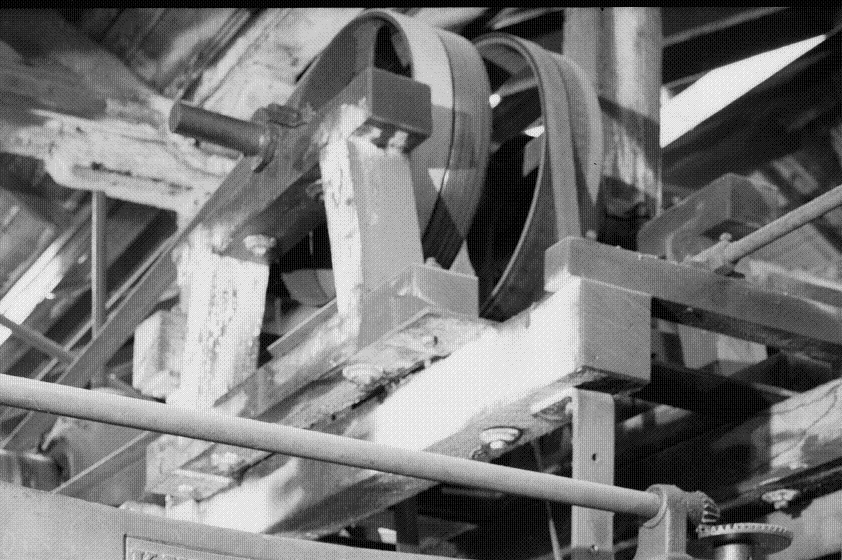
یک میل‌وسط دو قرقره‌ای که نیروی تسمه را از افقی به عمودی تغییر جهت می‌دهد.

میل‌وسط (انگلیسی: Jackshaft) یا میل هَرزگَرد (countershaft) یک محور میانی است که برای انتقال قدرت بین دو یا چند محور دیگر استفاده می‌شود. این محور معمولاً در سیستم‌هایی که نیاز به تغییر جهت یا سرعت چرخش دارند، به کار می‌رود. میل‌وسط می‌تواند در انواع ماشین‌آلات، از جمله خودروها، موتورسیکلت‌ها، ماشین‌های صنعتی و حتی دوچرخه‌ها یافت شود. در مورد جعبه‌دنده‌ها، به میل‌وسط، «محور واسط جعبه‌دنده» هم گفته‌اند.
میل‌وسط یک جزء طراحی مکانیکی رایج است که برای انتقال یا همگام‌سازی نیروی چرخشی در یک ماشین استفاده می‌شود. میل‌وسط اغلب فقط یک قطعه کوتاه با یاتاقان‌های نگهدارنده در انتها و دو قرقره، چرخ دنده یا میل‌لنگ متصل به آن است. به‌طور کلی، میل‌وسط هر محوری است که به عنوان واسطه برای انتقال قدرت از یک محور محرک به یک محور متحرک استفاده می‌شود.
در خودروها، میل‌وسط اغلب برای انتقال قدرت از موتور به چرخ‌ها در سیستم‌های چهارچرخ محرک استفاده می‌شود. در موتورسیکلت‌ها، ممکن است برای انتقال قدرت از موتور به چرخ عقب یا برای راه‌اندازی سیستم‌های جانبی مانند دینام یا پمپ روغن استفاده شود. در ماشین‌های صنعتی، میل‌وسط می‌تواند برای انتقال قدرت بین موتور و دستگاه‌های مختلف مانند نوار نقاله، پمپ یا کمپرسور استفاده شود.
میل‌وسط معمولاً از فولاد یا سایر فلزات مقاوم ساخته می‌شود و ممکن است دارای چرخ دنده، پولی یا سایر اجزای انتقال قدرت باشد. طراحی و پیکربندی میل‌وسط بسته به کاربرد خاص آن متفاوت است.
استفاده از میل‌وسط مزایای متعددی دارد. این محور می‌تواند به تغییر جهت چرخش کمک کند، به طوری که دو محور متصل به آن می‌توانند در جهت‌های مخالف بچرخند. همچنین می‌تواند سرعت چرخش را تغییر دهد، به طوری که یک محور سریعتر یا کندتر از محور دیگر بچرخد. علاوه بر این، میل‌وسط می‌تواند به کاهش بار روی موتور کمک کند و به توزیع یکنواخت‌تر نیرو کمک کند.
با این حال، میل‌وسط معایبی نیز دارد. این محور می‌تواند باعث افزایش وزن و پیچیدگی سیستم انتقال قدرت شود. همچنین ممکن است باعث ایجاد اصطکاک و تلفات انرژی شود. با وجود این معایب، میل‌وسط همچنان یک جزء مهم در بسیاری از ماشین‌آلات است و به عملکرد روان و کارآمد آنها کمک می‌کند.

## تاریخچه
قدیمی‌ترین کاربردهای اصطلاح «Jackshaft» در انگلیسی به نظر می‌رسد مربوط به محورهایی باشد که بین چرخ آبی‌ها یا موتور بخار ثابت و میل‌های خطی آسیاب‌های قرن نوزدهم قرار می‌گرفتند. در این منابع اولیه از آسیاب‌های نیوانگلند در سال‌های ۱۸۷۲ و ۱۸۸۰، اصطلاح "jack shaft" همیشه در گیومه ظاهر می‌شود. یکی دیگر از نویسندگان در سال ۱۸۷۲ نوشت: "چرخ دنده‌ها در انگلستان برای انتقال نیروی موتور به چیزی که معمولاً میل‌وسط نامیده می‌شود، استفاده می‌شوند."
تا سال ۱۸۹۲، گیومه‌ها حذف شدند، اما کاربرد همان باقی ماند.
قرقره‌های روی میل‌وسط‌های آسیاب‌ها یا نیروگاه‌ها اغلب با کلاچ به محور متصل می‌شدند. به عنوان مثال، در دهه ۱۸۹۰، اتاق تولید هتل ویرجینیا در شیکاگو دارای دو موتور کوریلیس و پنج دینام بود که از طریق یک میل‌وسط به هم متصل می‌شدند. کلاچ‌های روی قرقره‌های میل‌وسط امکان می‌داد که هر یک یا همه دینام‌ها توسط یک یا هر دو موتور به حرکت درآیند. با ظهور خودروهای زنجیرمحرک، اصطلاح «میل‌وسط» عموماً به آخرین محور میانی در قطار محرک، یا یک محور محرک زنجیری که پینیون‌هایی را به حرکت درمی‌آورد که مستقیماً با دندانه‌های داخل لبه‌های چرخ‌های محرک درگیر می‌شوند، اطلاق می‌شد. یا محور خروجی انتقال/دیفرانسیل که توسط زنجیر به چرخ‌های محرک متصل می‌شود.
یکی از اولین کاربردهای اصطلاح "jackshaft" در زمینه تجهیزات راه‌آهن در یک درخواست ثبت اختراع در سال ۱۸۹۰ توسط Samuel Mower بود. در هزارچرخ برقی او، موتور به یک میل‌وسط که بین قاب‌های کناری نصب شده بود، متصل می‌شد. یک کلاچ سگی کشویی در داخل میل‌وسط برای انتخاب یکی از چند نسبت دنده در محرک زنجیری به محور محرک استفاده می‌شد. میل‌وسط‌های بعدی راه‌آهن معمولاً با استفاده از میله‌های جانبی به چرخ‌های محرک متصل می‌شدند. برای جزئیات به میل‌وسط (لوکوموتیو) مراجعه کنید.

### میل هرزگرد

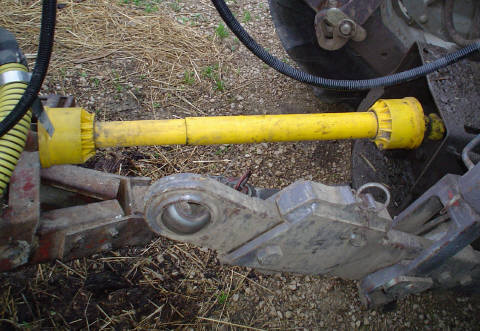
یک محور توان‌دهی یا میل‌وسط با یک محافظ برای جلوگیری از درگیری.

اصطلاح "countershaft" یا میل هرزگرد تا حدودی قدیمی‌تر است. در سال ۱۸۲۸، این اصطلاح برای اشاره به یک محور افقی میانی در یک آسیاب آرد که از طریق چرخ دنده توسط چرخ آبی به حرکت درمی‌آمد و سنگ آسیاب را از طریق چرخ دنده‌های مخروطی به حرکت درمی‌آورد، استفاده می‌شد. در یک کتاب درسی در سال ۱۸۴۱، این اصطلاح برای اشاره به یک شافت کوتاه که توسط یک تسمه از میل خطی به حرکت در می‌آید و دوک یک دستگاه تراش فلز را از طریق تسمه‌های اضافی می‌چرخاند، استفاده می‌شد. میل هرزگرد و دوک تراش هر کدام دارای مخروط‌هایی از قرقره‌هایی با قطرهای مختلف برای کنترل سرعت بودند. در سال ۱۸۷۲، این تعریف ارائه شد: «اصطلاح میل هرزگرد به تمام محورهایی اطلاق می‌شود که از خط اصلی (شافت) به حرکت در می‌آیند، زمانی که در نزدیکی ماشین‌هایی که قرار است به حرکت درآیند قرار می‌گیرند…».

## کاربردهای امروزی
میل‌وسط‌ها و میل هرزگردهای امروزی اغلب به عنوان اجزای یک دستگاه بزرگتر در داخل ماشین آلات بزرگ پنهان می‌شوند.
در تجهیزات کشاورزی، یک محور خروجی چرخان در عقب وسیله نقلیه معمولاً به عنوان «محور توان‌دهی» یا PTO نامیده می‌شود و شفت انتقال نیرو که به آن متصل می‌شود، معمولاً «شفت PTO» نامیده می‌شود، اما یک میل‌وسط نیز هست.